# جاك براون
جاك براون (بالإنجليزية: Jack Brown)‏ (19 مارس 1899 في المملكة المتحدة - 9 أبريل 1962 بشفيلد في المملكة المتحدة) هو لاعب كرة قدم بريطاني وإندونيسي (وحمل سابقاً جنسية المملكة المتحدة لبريطانيا العظمى وأيرلندا) في مركز حراسة المرمى. شارك مع منتخب إنجلترا لكرة القدم. أما مع النوادي، فقد لعب مع شيفيلد وينزداي ونادي هارتلبول يونايتد ووركشوب تاون ‏.

## وصلات خارجية
- جاك براون على موقع قاعدة بيانات كرة القدم.إي يو (الإنجليزية)
- جاك براون على موقع ناشيونال فوتبول تيمز (الإنجليزية)